# 金庫尼湖
金庫尼湖（Lac Kinkony）是馬達加斯加的湖泊，位於該國西北部馬哈贊加省，面積約100平方公里，是馬達加斯加島上第二大湖泊，濕地為雀鳥提供重要的棲息地。